# Acemya rufitibia
Acemya rufitibia är en tvåvingeart som först beskrevs av Roser 1840.  Acemya rufitibia ingår i släktet Acemya och familjen parasitflugor. Arten är reproducerande i Sverige. Inga underarter finns listade i Catalogue of Life.